# Țîmbalivka, Stara Sîneava
Țîmbalivka (în ucraineană Цимбалівка) este localitatea de reședință a comunei Țîmbalivka din raionul Stara Sîneava, regiunea Hmelnîțkîi, Ucraina.

## Demografie
Componența lingvistică a localității Țîmbalivka
     Ucraineană (98,87%)
     Rusă (1,13%)
Conform recensământului din 2001, majoritatea populației localității Țîmbalivka era vorbitoare de ucraineană (98,87%), existând în minoritate și vorbitori de rusă (1,13%).